# Instituto de Geociencias de la Universidad Federal de Rio Grande do Sul

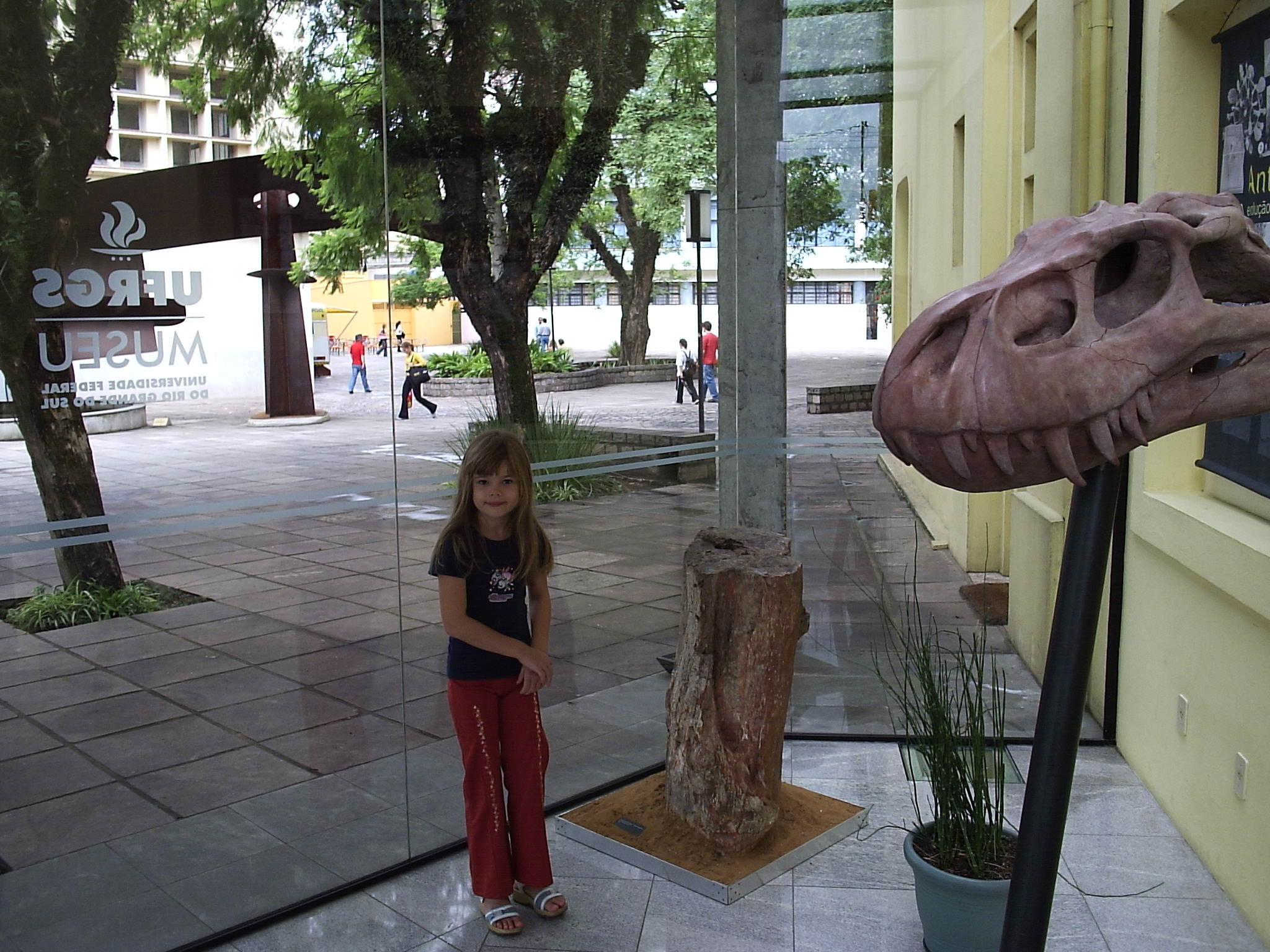
Institución de investigación importante en el Geoparque Paleorrota.

El Instituto de Geociencias es una unidad docente de la Universidad Federal de Rio Grande do Sul, que incluye cursos en Geografía (BA y BS), Ingeniería Cartográfica y Geología. Se compone de cinco departamentos de Geografía, Geología, Mineralogía y petrografía, paleontología y estratigrafía y Geodesia. Ha demostrado grandes contribuciones al geoparque Paleorrota.
La unidad también es responsable del mantenimiento de tres museos y la revista Investigación en Ciencias de la Tierra, además de postgrado y la investigación.

## Museo de Paleontología Irajá Damiani Pinto
Situado en el Campus Valle, Av. Bento Gonçalves, 9500. Prédio 43 127 térreo. Entrada Libre.
Se llama así en honor del Profesor UFRGS Irajá Damiani Pinto.
En el mismo edificio que el Instituto de Geociencias se encuentra el Museo de Paleontología Irajá Damiani Pinto. El museo cuenta con varios fósiles de Geoparque Paleorrota. En este mismo edificio del Laboratorio de Paleontología, que puede aumentar el conocimiento sobre el Geoparque, ya que muchos fósiles se limpian y preparan este sitio.

## Curso de Geografía
El curso fue creado en 1943, ganando el reconocimiento en diciembre de 1944. Los títulos son otorgados de Geógrafo (para el estudiante que termina la cualificación de licenciatura) y Licenciado en Geografía (para el estudiante que completa los certificados de cualificación.
El plan de estudios consta de una secuencia de cursos y actividades de manera ordenada medio. Hay asignaturas obligatorias, y un conjunto de asignaturas optativas o actividades alternativas y complementarias que se deben cumplir para que el estudiante puede aplicar para la graduación. También es necesario realizar un trabajo de conclusión del curso.
Además de las disciplinas de la formación básica y la formación general, también hay materias profesionales (específicas para cada licencia). Tras el registro, el estudiante tiene que elegir una de las titulaciones (licenciatura o grado) que comienzan a asistir, poco a poco, las disciplinas específicas de la titulación correspondiente.